# Monts Chuska
Les monts Chuska – Chuska Mountains en anglais – sont un massif américain situé à la frontière entre le comté d'Apache en Arizona et les comtés de McKinley et San Juan au Nouveau-Mexique. Le point culminant de ce massif du plateau du Colorado est Roof Butte, qui atteint 2 952 mètres d'altitude.

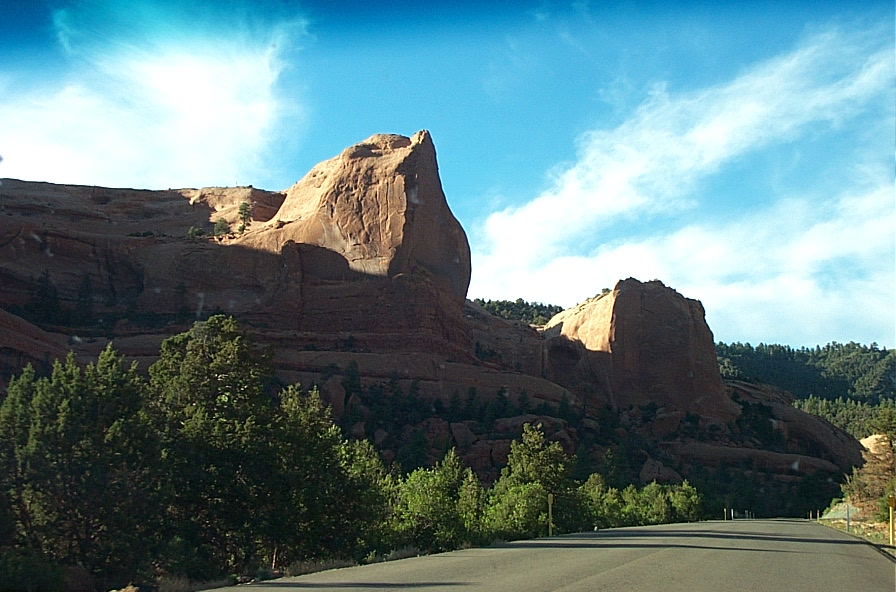
Vue depuis le col Buffalo.